# Новый город (Кирилло-Белозерский монастырь)

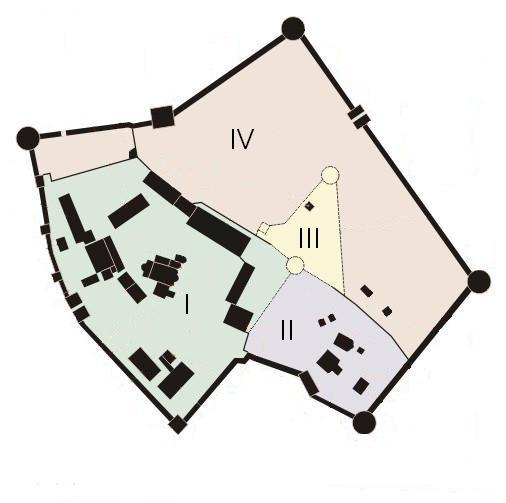
IV - Новый город, III - Острог иногда включаемый в состав Нового города

Но́вый го́род  — наиболее поздняя часть Кирилло-Белозерского монастыря; расположен на Севере России, на берегу Сиверского озера, в черте современного города Кириллов Вологодской области.
Новый город окружает Старый с востока и севера («Тюремный дворик»).
На территории Нового города расположены меньшая часть архитектурных памятников: стены Нового города, церковь Ризоположения, мельница и основание Солодешной палаты.
На территории Нового города находится только одна экспозиция музея — «Стены Нового города».
Территория не сохранившегося до сегодняшнего дня Острога обычно относят именно к Новому городу.

## История
Последствия польско-литовской интервенции 1612 года не могли пройти бесследно. Монастырь продолжал оставаться важным форпостом на северо-западе Русского государства, контролируя одновременно торговые пути к поморам. В 1660-х были начаты стены Нового города, которые сооружались по подобию Троицко-Сергиевой лавры, поэтому уже к началу постройки не отвечали последним веяниям оборонительной науки. Однако, к счастью, новые стены ни разу не видели противника.
Стены возводились с 1654 по 1680 год, при этом была перестроена южная стена Малого Ивановского монастыря. Руководили стройкой Кирилл Серков, Семён Шам и Иван Шабан. Монастырь после завершения этой стройки превзошёл по размерам Свято-Троицкую Сергиеву лавру. Средняя высота новых стен — 10,5 метров, ширина — 7 метров. Площадь составила 12 гектар.